# Feride Rushiti
Feride Rushiti és la fundadora i directora del Centre per la rehabilitació de les víctimes de la tortura a Kosovo. La seva feina ha permès a les víctimes de la Guerra de Kosovo accedir a l'atenció sanitària i també a la justícia. Rushiti ha tingut igualment un paper decisiu en l'elaboració de l'estatut jurídic de Kosovo pel tractament humà dels presoners i d'altres detinguts, advocant amb èxit per un control independent dels centres de detenció. Va rebre, el 23 de març de 2018, el Premi Internacional Dona Coratge, de mans de Melania Trump, primera dama dels Estats Units.